# Primera División de Chile 2013/2014
Campeonato Nacional Petrobras de Primera División de la Asociación Nacional de Fútbol Profesional 2013/2014, eller enbart Primera División de Chile 2013/2014 är Chiles högsta division för fotboll för säsongen 2013/2014. Det är den första säsongen som serien spelas över två år (andra hälften 2013 till och med första hälften 2014). Säsongen består av två mästerskap, Torneo Apertura och Torneo Clausura, som korar separata mästare. Torneo Apertura inleds den 28 juli och avslutas den 8 december 2013. Varje mästerskap består av 18 lag som möter varandra en gång, antingen hemma eller borta, vilket ger totalt 17 matcher per lag. I slutet av säsongen sammanställs en sammanlagd tabell där de två sämsta lagen flyttas ner till Primera B 2014/2015 och de två näst sämsta lagen gick till nedflyttningskval.
Sändningsrättigheterna innehas av CDF som sänder nästan varje match varje omgång, vanligtvis sju av nio matcher per omgång. Matcherna sänds i kanalen CDF Premium. Tittare utanför Chile kan se två matcher per helg genom tv-kanalen TV Chile, som vidaresänder CDF Premiums sändning i utvalda matcher.
O'Higgins vann Torneo Apertura, vilket innebar att O'Higgins tog sin första ligaseger någonsin, medan Colo-Colo vann Torneo Clausura, den 30:e ligasegern för klubben.

## Deltagande lag
Totalt 18 lag från 13 olika städer deltar i Torneo Trancisión. Sex lag från huvudstaden Santiago spelade i den högsta divisionen. Utöver det spelade även Everton och Santiago Wanderers i den högsta divisionen, från Viña del Mar respektive Valparaiso, och eftersom städerna är ihopväxta kan lagen sägas vara från i stort sett samma stad. Från samma region kommer även Unión La Calera. Den nordligaste laget var Deportes Iquique från en Chiles nordligaste städer, Iquique. Det sydligaste laget var Universidad de Concepción från Concepción. De två största arenorna tillhörde Universidad de Chile (50 000 på Estadio Nacional) och Colo-Colo (47 017 på Estadio Monumental). De först nämnda hyrde in sig på sin arena och spelade även vissa matcher på Unión Españolas arena Estadio Santa Laura, medan Colo-Colo äger sin arena. Att notera är att Cobresal från den lilla staden El Salvador spelade på en arena som tar 20 752 åskådare, trots att det enbart bodde cirka 7 000 invånare i den lilla staden.
| Lag                       | Stad         | Arena                             | Kapacitet     |
| Audax Italiano            | Santiago     | Municipal de La Florida           | 12 000        |
| Cobreloa                  | Calama       | Regional Calvo y Bascuñán1        | 21 178        |
| Cobresal                  | El Salvador  | El Cobre                          | 20 752        |
| Colo-Colo                 | Santiago     | Monumental David Arellano         | 47 017        |
| Deportes Antofagasta      | Antofagasta  | Regional Calvo y Bascuñán         | 21 178        |
| Deportes Iquique          | Iquique      | Tierra de Campeones               | 12 000        |
| Everton                   | Viña del Mar | Municipal Lucio Fariña Fernández2 | 7 680         |
| Huachipato                | Talcahuano   | CAP                               | 10 500        |
| Ñublense                  | Chillán      | Nelson Oyarzún                    | 12 000        |
| O'Higgins                 | Rancagua     | Fiscal de Talca3 La Granja3       | 8 324 8 000   |
| Palestino                 | Santiago     | Municipal de La Cisterna          | 12 000        |
| Rangers                   | Talca        | Fiscal de Talca                   | 8 324         |
| Santiago Wanderers        | Valparaiso   | Municipal Lucio Fariña Fernández4 | 4 000         |
| Unión Española            | Santiago     | Santa Laura                       | 22 000        |
| Unión La Calera           | La Calera    | Nicolás Chahuán Nazar             | 10 000        |
| Universidad Católcia      | Santiago     | San Carlos de Apoquindo           | 20 000        |
| Universidad de Chile      | Santiago     | Nacional Santa Laura              | 50 000 22 000 |
| Universidad de Concepción | Concepción   | CAP5                              | 10 500        |

- (1): Cobreloa spelar vanligtvis på Estadio Municipal de Calama, men arenan undergår renovering under 2013, så Cobreloa spelar på andra spelplatser under tiden.
- (2): Everton spelar vanligtvis på Estadio Sausalito, men arenan undergår renovering under 2013, så Everton spelar på andra spelplatser under tiden.
- (3): O'Higgins spelar vanligtvis på Estadio El Teniente, men arenan undergår renovering under 2013, så O'Higgins spelar på andra speplatser under tiden.
- (4): Santiago Wanderers spelar vanligtvis på Estadio Regional Chiledeportes, men arenan undergår renovering under 2013, så Santiago Wanderers spelar på andra spelplatser under tiden.
- (5): Universidad de Concepción spelar vanligtvis på Estadio Municipal de Concepción, men arenan undergår renovering under 2013, så Universidad de Concepción spelar på andra spelplatser under tiden.

## Tabeller
| Nr | Lag                       | S  | V  | O | F  | GM | IM | MS  | P  |
| -- | ------------------------- | -- | -- | - | -- | -- | -- | --- | -- |
| 1  | O'Higgins1                | 17 | 12 | 3 | 2  | 27 | 15 | +12 | 39 |
| 2  | Universidad Católica1     | 17 | 12 | 3 | 2  | 37 | 13 | +24 | 39 |
| 3  | Unión EspañolaCL          | 17 | 9  | 1 | 7  | 21 | 15 | +6  | 28 |
| 4  | Universidad de Chile      | 17 | 7  | 6 | 4  | 31 | 16 | +15 | 27 |
| 5  | Palestino                 | 17 | 8  | 3 | 6  | 26 | 26 | 0   | 27 |
| 6  | Deportes Iquique          | 17 | 7  | 5 | 5  | 22 | 21 | +1  | 26 |
| 7  | Ñublense                  | 17 | 7  | 3 | 7  | 28 | 28 | 0   | 24 |
| 8  | Colo-Colo                 | 17 | 7  | 3 | 7  | 22 | 23 | −1  | 24 |
| 9  | Cobresal                  | 17 | 7  | 3 | 7  | 18 | 25 | −7  | 24 |
| 10 | Cobreloa                  | 17 | 6  | 5 | 6  | 19 | 19 | 0   | 23 |
| 11 | Deportes Antofagasta      | 17 | 6  | 5 | 6  | 18 | 22 | −4  | 23 |
| 12 | Universidad de Concepción | 17 | 5  | 7 | 5  | 21 | 19 | +2  | 22 |
| 13 | Santiago Wanderers        | 17 | 5  | 7 | 5  | 22 | 24 | −2  | 22 |
| 14 | Audax Italiano            | 17 | 4  | 5 | 8  | 23 | 25 | −2  | 17 |
| 15 | Everton                   | 17 | 5  | 1 | 11 | 16 | 29 | −13 | 16 |
| 16 | Unión La Calera           | 17 | 3  | 6 | 8  | 15 | 24 | −9  | 15 |
| 17 | Rangers                   | 17 | 4  | 3 | 10 | 20 | 32 | −12 | 15 |
| 18 | Huachipato                | 17 | 3  | 4 | 10 | 9  | 20 | −11 | 13 |

|       | 10 dec. 2013 | Universidad Católica | 0 – 1   | O'Higgins     | Estadio Nacional, Santiago |                |
| 19:30 | 19:30        |                      | (0 – 1) | Hernández 34′ | Publik: 40 000             | Publik: 40 000 |
| 19:30 | 19:30        |                      |         |               | Publik: 40 000             | Publik: 40 000 |
| 19:30 | 19:30        |                      |         |               | Publik: 40 000             | Publik: 40 000 |

| Nr | Lag                       | S  | V  | O | F  | GM | IM | MS  | P  |
| -- | ------------------------- | -- | -- | - | -- | -- | -- | --- | -- |
| 1  | Colo-Colo                 | 17 | 13 | 3 | 1  | 45 | 20 | +25 | 42 |
| 2  | Universidad CatólicaST    | 17 | 10 | 3 | 4  | 32 | 18 | +14 | 33 |
| 3  | O'HigginsCL               | 17 | 8  | 6 | 3  | 20 | 12 | +8  | 30 |
| 4  | Universidad de Concepción | 17 | 7  | 6 | 4  | 20 | 17 | +3  | 27 |
| 5  | Palestino                 | 17 | 7  | 5 | 5  | 24 | 20 | +4  | 26 |
| 6  | HuachipatoCS              | 17 | 7  | 4 | 6  | 31 | 28 | +3  | 25 |
| 7  | Deportes IquiqueCS        | 17 | 8  | 1 | 8  | 23 | 24 | −1  | 25 |
| 8  | Cobreloa                  | 17 | 6  | 4 | 7  | 21 | 22 | −1  | 22 |
| 9  | Unión EspañolaCL          | 17 | 6  | 4 | 7  | 25 | 34 | −9  | 22 |
| 10 | Cobresal                  | 17 | 6  | 3 | 8  | 23 | 25 | −2  | 21 |
| 11 | Deportes Antofagasta      | 17 | 5  | 6 | 6  | 19 | 23 | −4  | 21 |
| 12 | Universidad de ChileCL    | 17 | 6  | 2 | 9  | 27 | 27 | 0   | 20 |
| 13 | Unión La Calera           | 17 | 6  | 2 | 9  | 21 | 28 | −7  | 20 |
| 14 | Audax Italiano            | 17 | 4  | 7 | 6  | 22 | 22 | 0   | 19 |
| 15 | Santiago Wanderers        | 17 | 5  | 4 | 8  | 22 | 24 | −2  | 19 |
| 16 | Everton                   | 17 | 5  | 4 | 8  | 16 | 27 | −11 | 19 |
| 17 | Ñublense                  | 17 | 5  | 2 | 10 | 23 | 30 | −7  | 17 |
| 18 | Rangers                   | 17 | 4  | 4 | 9  | 15 | 26 | −11 | 16 |

### Matcher
| Hemma \ Borta             | AUD | COB | CSL | COL | DAF | DIQ | EVE | HUA | ÑUB | O'HI | PAL | RAN | SWA | UE  | ULC | UNCA | UNCH | UNCO |
| Audax Italiano            | —   | 1–1 | 1–3 | 4–0 | 3–4 | 3–0 | 4–1 | 0–0 | 0–2 | 1–1  | 1–1 | 2–0 | 2–0 | 0–2 | 0–1 | 1–1  | 3–3  | 2–2  |
| Cobreloa                  | 2–0 | —   | 2–0 | 0–0 | 0–1 | 2–3 | 1–2 | 1–1 | 3–1 | 2–1  | 0–1 | 2–1 | 2–1 | 1–1 | 1–0 | 2–1  | 2–2  | 2–0  |
| Cobresal                  | 3–1 | 3–0 | —   | 3–1 | 2–0 | 0–0 | 2–0 | 1–0 | 2–1 | 0–4  | 1–1 | 2–2 | 1–1 | 2–0 | 1–5 | 0–1  | 2–1  | 1–0  |
| Colo-Colo                 | 2–1 | 2–1 | 3–2 | —   | 1–1 | 4–1 | 0–1 | 5–3 | 2–0 | 3–0  | 0–1 | 3–1 | 1–0 | 0–2 | 2–0 | 2–2  | 3–2  | 1–2  |
| Deportes Antofagasta      | 0–1 | 0–0 | 1–0 | 1–1 | —   | 1–2 | 2–0 | 1–0 | 1–0 | 0–0  | 2–1 | 0–2 | 1–1 | 1–0 | 2–3 | 2–0  | 1–3  | 1–1  |
| Deportes Iquique          | 2–1 | 5–2 | 2–0 | 2–5 | 3–2 | —   | 2–0 | 1–1 | 4–1 | 0–1  | 0–1 | 0–1 | 3–1 | 2–1 | 2–1 | 2–2  | 0–3  | 0–1  |
| Everton                   | 1–1 | 2–0 | 0–1 | 0–2 | 1–1 | 1–0 | —   | 2–3 | 1–1 | 0–2  | 0–2 | 3–1 | 2–1 | 1–2 | 1–0 | 0–2  | 2–1  | 2–3  |
| Huachipato                | 2–1 | 0–0 | 1–0 | 0–0 | 4–1 | 0–1 | 0–0 | —   | 1–0 | 1–0  | 0–2 | 3–2 | 0–1 | 1–2 | 0–1 | 0–4  | 5–2  | 0–0  |
| Ñublense                  | 2–1 | 1–1 | 2–1 | 3–5 | 2–1 | 3–0 | 1–0 | 3–1 | —   | 0–2  | 0–2 | 1–0 | 2–3 | 0–2 | 2–0 | 1–2  | 2–2  | 3–1  |
| O'Higgins                 | 1–1 | 1–0 | 3–2 | 2–3 | 2–1 | 1–0 | 1–1 | 1–0 | 1–0 | —    | 0–1 | 1–1 | 2–0 | 1–0 | 0–0 | 2–0  | 1–0  | 0–0  |
| Palestino                 | 1–2 | 2–0 | 2–1 | 1–2 | 0–1 | 0–1 | 4–0 | 2–1 | 3–6 | 1–1  | —   | 0–0 | 2–2 | 1–2 | 1–1 | 3–6  | 1–1  | 1–0  |
| Rangers                   | 0–2 | 2–0 | 1–2 | 0–3 | 1–3 | 0–0 | 3–0 | 1–0 | 0–3 | 3–4  | 2–3 | —   | 1–0 | 1–1 | 2–2 | 0–2  | 0–1  | 0–0  |
| Santiago Wanderers        | 0–0 | 2–2 | 2–0 | 0–0 | 1–1 | 0–2 | 3–0 | 4–2 | 1–1 | 2–2  | 2–2 | 0–3 | —   | 4–0 | 1–0 | 0–2  | 2–1  | 2–1  |
| Unión Española            | 3–2 | 0–1 | 4–1 | 1–4 | 1–1 | 1–1 | 1–3 | 0–2 | 3–2 | 1–3  | 2–1 | 4–0 | 3–1 | —   | 1–0 | 0–1  | 0–2  | 2–1  |
| Unión La Calera           | 1–1 | 0–1 | 1–1 | 1–5 | 1–1 | 0–2 | 2–0 | 0–6 | 2–1 | 1–2  | 2–3 | 3–1 | 1–3 | 4–0 | —   | 0–2  | 0–3  | 0–2  |
| Universidad Católica      | 1–1 | 2–1 | 3–0 | 1–0 | 2–0 | 1–0 | 3–1 | 7–1 | 3–0 | 1–2  | 5–3 | 5–1 | 2–0 | 1–0 | 1–1 | —    | 0–3  | 1–1  |
| Universidad de Chile      | 2–0 | 0–4 | 3–0 | 0–1 | 5–0 | 3–1 | 2–1 | 1–0 | 5–0 | 1–1  | 0–1 | 0–1 | 2–2 | 3–3 | 0–1 | 0–1  | —    | 1–1  |
| Universidad de Concepción | 2–1 | 1–0 | 1–1 | 4–1 | 1–1 | 1–1 | 2–3 | 1–1 | 2–2 | 0–1  | 2–0 | 2–1 | 2–1 | 0–1 | 1–1 | 2–1  | 1–0  | —    |

## Sammanlagd tabell
Torneo Apertura och Torneo Clausura slogs ihop för att skapa en sammanlagd tabell. Det bäst placerade laget i den sammanlagda tabellen (som inte vunnit Copa Chile 2013/2014 eller Liguilla Pre-Sudamericana) kvalificerade sig för Copa Sudamericana 2014. Lagen på plats 15-16 går till nedflyttningskval, medan lagen på plats 17-18 flyttas ner direkt.
Lag 1: Kvalificerade för Copa Sudamericana 2014.
Lag 17–18: Nedflyttade till Primera B.
| Nr | Lag                       | S  | V  | O  | F  | GM | IM | MS  | P  |
| -- | ------------------------- | -- | -- | -- | -- | -- | -- | --- | -- |
| 1  | Universidad Católica      | 34 | 22 | 6  | 6  | 69 | 31 | +38 | 72 |
| 2  | O'Higgins                 | 34 | 20 | 9  | 5  | 47 | 27 | +20 | 69 |
| 3  | Colo-Colo                 | 34 | 20 | 6  | 8  | 67 | 43 | +24 | 66 |
| 4  | Palestino                 | 34 | 15 | 8  | 11 | 60 | 46 | +14 | 53 |
| 5  | Deportes Iquique          | 34 | 15 | 6  | 13 | 45 | 45 | 0   | 51 |
| 6  | Unión Española            | 34 | 15 | 5  | 14 | 46 | 49 | −3  | 50 |
| 7  | Universidad de Concepción | 34 | 12 | 13 | 9  | 41 | 36 | +5  | 49 |
| 8  | Universidad de Chile      | 34 | 13 | 8  | 13 | 58 | 43 | +15 | 47 |
| 9  | Cobreloa                  | 34 | 12 | 9  | 13 | 40 | 41 | −1  | 45 |
| 10 | Cobresal                  | 34 | 13 | 6  | 15 | 41 | 50 | −9  | 45 |
| 11 | Deportes Antofagasta      | 34 | 11 | 11 | 12 | 37 | 45 | −8  | 44 |
| 12 | Santiago Wanderers        | 34 | 10 | 11 | 13 | 44 | 48 | −4  | 41 |
| 13 | Ñublense                  | 34 | 12 | 5  | 17 | 52 | 58 | −6  | 41 |
| 14 | Huachipato                | 34 | 10 | 8  | 16 | 40 | 48 | −8  | 38 |
| 15 | Audax Italiano            | 34 | 8  | 12 | 14 | 45 | 47 | −2  | 36 |
| 16 | Unión La Calera           | 34 | 9  | 8  | 17 | 36 | 52 | −16 | 35 |
| 17 | Everton                   | 34 | 10 | 5  | 19 | 32 | 54 | −22 | 35 |
| 18 | Rangers                   | 34 | 8  | 7  | 19 | 35 | 58 | −23 | 31 |

## Kvalificering för internationella turneringar
- Copa Libertadores 2014
  - Vinnare av Torneo Transición 2013: Unión Española
  - Vinnare av Torneo Apertura: O'Higgins
  - Vinnare av Liguilla Pre-Libertadores: Universidad de Chile
- Copa Libertadores 2015
  - Vinnare av Torneo Clausura: Colo-Colo
- Copa Sudamericana 2014
  - Vinnare/förlorare av Copa Chile 2013/2014: Huachipato
  - Vinnare av Liguilla Pre-Sudamericana: Cobresal
  - Vinnare av den sammanlagda tabellen: Universidad Católica
  - Förlorare av Liguilla Pre-Libertadores: Deportes Iquique

### Liguilla Pre-Libertadores
Liguilla Pre-Libertadores är ett kvalspel till Copa Libertadores och har spelats i Chile från och till från och med Primera División de Chile 1974. Den senaste gången Liguilla Pre-Libertadores spelades innan denna säsong var 2010. Lagen på plats 2 till 5 i Torneo Apertura deltar i 2013 års upplaga av kvalspelet som består av två omgångar av dubbelmöten. Vinnarna av varje dubbelmöte i den första omgången går vidare till nästa omgång och vinnarna av det sista dubbelmötet kvalificerar sig för Copa Libertadores 2014. Det lag som förlorar i den andra omgången kvalificerar sig för Copa Sudamericana 2014. Eftersom Unión Española kvalificerat sig för Copa Libertadores 2014 genom att vinna Torneo Transición 2013, kan inte Unión Española deltaga i Liguilla Pre-Libertadores utan platsen ges till nästa lag i tabellen.

#### Första omgången
|                 | 13 december 2013 | Deportes Iquique    | 2 – 2   | Universidad Católica | Estadio Tierra de Campeones, Iquique |               |
| 22:00 UTC–03:00 | 22:00 UTC–03:00  | Díaz 45′ Caroca 46′ | (1 – 2) | Costa 11′ Muñoz 29′  | Publik: 3 743                        | Publik: 3 743 |
| 22:00 UTC–03:00 | 22:00 UTC–03:00  |                     |         |                      | Publik: 3 743                        | Publik: 3 743 |
| 22:00 UTC–03:00 | 22:00 UTC–03:00  |                     |         |                      | Publik: 3 743                        | Publik: 3 743 |

|                 | 16 december 2013 | Universidad Católica               | 1 – 1                      | Deportes Iquique                       | Estadio San Carlos de Apoquindo, Santiago |               |
| 21:30 UTC–03:00 | 21:30 UTC–03:00  | Jadue 12′                          | (1 – 0)                    | Víllalobos 77′                         | Publik: 6 190                             | Publik: 6 190 |
| 21:30 UTC–03:00 | 21:30 UTC–03:00  |                                    |                            |                                        | Publik: 6 190                             | Publik: 6 190 |
| 21:30 UTC–03:00 | 21:30 UTC–03:00  | Ramos Rios T. Costa R. Costa Andía | Straffsparksläggning 2 – 3 | Zenteno Romero Delgado Díaz Víllalobos | Publik: 6 190                             | Publik: 6 190 |

Deportes Iquique vidare till final i Liguilla Pre-Libertadores efter 3–3 totalt och 3–2 på straffar.
|                 | 13 december 2013 | Palestino | 1 – 1   | Universidad de Chile | Estadio Santa Laura, Santiago |               |
| 19:30 UTC–03:00 | 19:30 UTC–03:00  | López 66′ | (0 – 0) | Díaz 63′ (str.)      | Publik: 4 828                 | Publik: 4 828 |
| 19:30 UTC–03:00 | 19:30 UTC–03:00  |           |         |                      | Publik: 4 828                 | Publik: 4 828 |
| 19:30 UTC–03:00 | 19:30 UTC–03:00  |           |         |                      | Publik: 4 828                 | Publik: 4 828 |

|                 | 16 december 2013 | Universidad de Chile         | 3 – 1   | Palestino     | Estadio Santa Laura, Santiago |               |
| 19:00 UTC–03:00 | 19:00 UTC–03:00  | Rojas 7′, 75′ Lorenzetti 38′ | (2 – 0) | Gutiérrez 55′ | Publik: 9 901                 | Publik: 9 901 |
| 19:00 UTC–03:00 | 19:00 UTC–03:00  |                              |         |               | Publik: 9 901                 | Publik: 9 901 |
| 19:00 UTC–03:00 | 19:00 UTC–03:00  |                              |         |               | Publik: 9 901                 | Publik: 9 901 |

Universidad de Chile vidare till final i Liguilla Pre-Libertadores efter 4–2 totalt.

#### Andra omgången
|                 | 19 december 2013 | Deportes Iquique | 0 – 1   | Universidad de Chile | Estadio Tierra de Campeones, Iquique |               |
| 22:00 UTC–03:00 | 22:00 UTC–03:00  |                  | (0 – 1) | Díaz 35′             | Publik: 6 411                        | Publik: 6 411 |
| 22:00 UTC–03:00 | 22:00 UTC–03:00  |                  |         |                      | Publik: 6 411                        | Publik: 6 411 |
| 22:00 UTC–03:00 | 22:00 UTC–03:00  |                  |         |                      | Publik: 6 411                        | Publik: 6 411 |

|                 | 22 december 2013 | Universidad de Chile                           | 4 – 0   | Deportes Iquique | Estadio Nacional, Santiago |                |
| 18:00 UTC–03:00 | 18:00 UTC–03:00  | Fernández 6′ Aránguiz 11′ Díaz 76′, 87′ (str.) | (2 – 0) |                  | Publik: 22 476             | Publik: 22 476 |
| 18:00 UTC–03:00 | 18:00 UTC–03:00  |                                                |         |                  | Publik: 22 476             | Publik: 22 476 |
| 18:00 UTC–03:00 | 18:00 UTC–03:00  |                                                |         |                  | Publik: 22 476             | Publik: 22 476 |

Universidad de Chile vinnare av Liguilla Pre-Libertadores efter 5–0 totalt och därmed kvalificerade för Copa Libertadores 2014. Deportes Iquique blev kvalificerade för Copa Sudamericana 2014 som förlorande lag.

### Liguilla Pre-Sudamericana
Liguilla Pre-Sudamericana är ett kvalspel till Copa Sudamericana 2014. Lagen på plats 2 till 5 i Torneo Clausura deltar i 2014 års upplaga av kvalspelet som består av två omgångar av dubbelmöten. Vinnarna av varje dubbelmöte i den första omgången går vidare till nästa omgång och vinnarna av det sista dubbelmötet kvalificerar sig för Copa Sudamericana 2014. Det vinnande laget av Copa Chile 2013/2014 kan inte kvalificera sig för Liguilla Pre-Sudamericana, eftersom det laget redan kvalificerat sig för Copa Sudamericana.

#### Första omgången
|                 | 30 april 2014   | Cobresal | 0 – 0   | Universidad de Concepción | Estadio El Cobre, El Salvador |             |
| 16:00 UTC–04:00 | 16:00 UTC–04:00 |          | (0 – 0) |                           | Publik: 305                   | Publik: 305 |
| 16:00 UTC–04:00 | 16:00 UTC–04:00 |          |         |                           | Publik: 305                   | Publik: 305 |
| 16:00 UTC–04:00 | 16:00 UTC–04:00 |          |         |                           | Publik: 305                   | Publik: 305 |

|                 | 4 maj 2014      | Universidad de Concepción | 2 – 3   | Cobresal                              | Estadio CAP, Talcahuano |               |
| 15:30 UTC–04:00 | 15:30 UTC–04:00 | Cabral 19′ Muñoz 75′      | (1 – 1) | Salinas 22′ Navarro 59′ Cantaro 90+3′ | Publik: 1 700           | Publik: 1 700 |
| 15:30 UTC–04:00 | 15:30 UTC–04:00 |                           |         |                                       | Publik: 1 700           | Publik: 1 700 |
| 15:30 UTC–04:00 | 15:30 UTC–04:00 |                           |         |                                       | Publik: 1 700           | Publik: 1 700 |

Cobresal vidare till final i Liguilla Pre-Sudamericana efter 3–2 totalt.
|                 | 30 april 2014   | Cobreloa | 0 – 1   | Palestino | Estadio Regional Calvo y Bascuñan, Antofagasta |               |
| 19:30 UTC–04:00 | 19:30 UTC–04:00 |          | (0 – 0) | Ramos 49′ | Publik: 1 417                                  | Publik: 1 417 |
| 19:30 UTC–04:00 | 19:30 UTC–04:00 |          |         |           | Publik: 1 417                                  | Publik: 1 417 |
| 19:30 UTC–04:00 | 19:30 UTC–04:00 |          |         |           | Publik: 1 417                                  | Publik: 1 417 |

|                 | 4 maj 2014      | Palestino                         | 4 – 0   | Cobreloa | Estadio Municipal de La Cisterna, Santiago |               |
| 12:00 UTC–04:00 | 12:00 UTC–04:00 | Duma 37′, 75′ Ramos 64′ López 68′ | (1 – 0) |          | Publik: 2 028                              | Publik: 2 028 |
| 12:00 UTC–04:00 | 12:00 UTC–04:00 |                                   |         |          | Publik: 2 028                              | Publik: 2 028 |
| 12:00 UTC–04:00 | 12:00 UTC–04:00 |                                   |         |          | Publik: 2 028                              | Publik: 2 028 |

Palestino vidare till final i Liguilla Pre-Sudamericana efter 5–0 totalt.

#### Andra omgången
|                 | 7 maj 2014      | Cobresal                       | 2 – 0   | Palestino | Estadio El Cobre, El Salvador |             |
| 15:30 UTC–04:00 | 15:30 UTC–04:00 | Ever Cantero 14′ Maldonado 88′ | (1 – 0) |           | Publik: 964                   | Publik: 964 |
| 15:30 UTC–04:00 | 15:30 UTC–04:00 |                                |         |           | Publik: 964                   | Publik: 964 |
| 15:30 UTC–04:00 | 15:30 UTC–04:00 |                                |         |           | Publik: 964                   | Publik: 964 |

|                 | 11 maj 2014     | Palestino                   | 2 – 1   | Cobresal    | Estadio Municipal de La Cisterna, Santiago |  |
| 12:00 UTC–04:00 | 12:00 UTC–04:00 | Carvajal 45+4′ Riquelme 58′ | (1 – 0) | Salinas 67′ |                                            |  |
| 12:00 UTC–04:00 | 12:00 UTC–04:00 |                             |         |             |                                            |  |
| 12:00 UTC–04:00 | 12:00 UTC–04:00 |                             |         |             |                                            |  |

Cobresal vinnare av Liguilla Pre-Sudamericana efter 3–2 totalt och därmed kvalificerade för Copa Sudamericana 2014.